# Intestino poroso
A "síndrome do intestino poroso" é uma condição clínica hipotética, que não é reconhecida médica ou cientificamente.
Enquanto a ciência reconhece os fenómenos de absorção intestinal (intestino permeável), a afirmação da existência de uma "síndrome do intestino poroso" como uma entidade clínica distinta têm origem principalmente em nutricionistas e praticantes de medicina alternativa. Os proponentes afirmam que um "intestino poroso" provoca inflamação crónica em todo o corpo, resultando numa ampla gama de doenças, incluindo a síndrome da fadiga crónica, artrite reumatóide, lúpus, enxaqueca, esclerose múltipla, e o autismo. Existe pouca evidência para apoiar a hipótese de que uma "síndrome do intestino poroso" seja causa directa destas doenças.
Stephen Barrett descreveu a "síndrome do intestino poroso" como uma moda e diz que os seus proponentes usam a alegada condição como uma oportunidade para promover uma série de medicinas alternativas – incluindo dietas, preparações à base de plantas, e suplementos alimentares. Em 2009, Seth Kalichman escreveu que alguns pseudocientistas alegam que a passagem de proteínas através de um intestino "poroso" seria a causa do autismo. A crença de que um "intestino poroso" pode realmente causar o autismo é popular entre o público, mas a evidência científica é fraca e contraditória.
Os defensores da existência desta síndrome propõem vários tratamentos, tais como suplementos alimentares, probióticos, produtos de ervanária, dietas sem glúten, ou ainda dietas com baixo teor em FODMAP (hidratos de carbono de cadeia curta), açúcar, ou antifúngicas, mas há pouca evidência de que estes tratamentos oferecidos ofereçam benefício. Nenhum foi adequadamente testado para determinar se são seguros ou eficazes. O National Institute for Health and Care Excellence [en] do Reino Unido não recomenda o uso de dietas especiais para mitigar os principais sintomas do autismo.